# Tiranet de Guatemala
El tiranet de Guatemala (Zimmerius vilissimus), és una espècie d'ocell passeriformes molt petit en la família dels tirànids.
Tres espècies anteriorment tractades com a subespècies de la present, van ser separades com a espècies plenes: Zimmerius parvus, Zimmerius improbus i Zimmerius petersi. És nadiu del sud de Mèxic i del nord-oest d'Amèrica Central.